# Naucalpan de Juárez
Naucalpan de Juárez (del nàhuatl, que vol dir Lloc en quatre cases) és un municipi metropolità de l'estat de Mèxic, que forma part de l'àrea metropolitana de la ciutat de Mèxic. San Bartolo Naucalpan és el cap de municipi i principal centre de població d'aquesta municipalitat.
Aquest municipi es troba a la part central de l'estat de Mèxic. Limita al nord amb els municipis de Tultitlan i Cuautitlán Izcalli, al sud amb el Districte Federal (delegacións Azpotzalco i Gustavo A. Madero), a l'oest amb Atizapán de Zaragoza i Tlalnepantla de Baz i a l'est amb Huixquilucan. Dista de la capital de l'estat uns cinc quilòmetres

## Toponímia
- nahuili = quatre
- calli = casa

Nauhcalpan= (Lloc de quatre cases)